# Robert Käppeli
Robert Bartholomäus Käppeli (* 21. Juli 1900 in Luzern, Bürger von Luzern und Knutwil; † 25. April 2000 ebenda) war ein Schweizer Manager.

## Leben
Robert Käppeli absolvierte eine kaufmännische Ausbildung. Ab 1924 studierte er Nationalökonomie an der Universität Basel, wo er 1928 promoviert wurde. Anschliessend wurde er Assistent am Institut für Weltwirtschaft und Seeverkehr in Kiel. Seinen Berufseinstieg machte er 1930 als Sekretär der Warburg Bank in Hamburg. Nach seiner Rückkehr in die Schweiz wurde er 1934 Verwaltungsratssekretär der Chemiefirma Ciba AG in Basel. Diese Stelle war für ihn der Einstieg in eine ausserordentliche Karriere bei Ciba. Nachdem er 1939 Leiter der Finanzabteilung geworden war, wurde er Delegierter des Verwaltungsrates ab 1946 und damit operativer Geschäftsführer. Dem Schulfreund Edgar Gretener half er 1943 die Dr. Edgar Gretener AG in Zürich zu gründen, welche 1958 nach dem Tod von Gretener in Gretag AG umbenannt und von Ciba AG übernommen wurde. Dort wurde das Eidophor-Projektionssystem fertig entwickelt und kommerzialisiert. Die oberste Stufe erklomm Käppeli 1956 als Verwaltungsratspräsident von Ciba. In dieser Funktion verhandelte er später den Zusammenschluss mit der Konkurrenzfirma J. R. Geigy AG. Die Fusion zur Firma Ciba-Geigy AG kam 1970 zustande. Von 1970 bis 1972 präsidierte er die neugegründete Ciba-Geigy AG.

## Weitere Tätigkeiten
- Gründungsmitglied und Gönner des Antikenmuseum Basel

## Werke (Auswahl)
- Der Notenbankausweis in Theorie und Wirklichkeit. Jena: Fischer 1930. (Diss. rer. pol., Basel 1928).
- Aus meinem Leben. Jugend und Wanderjahre, Bilder und Erinnerungen. Riehen: Selbstverlag 1970.
- Zeichnen und Aquarellieren. Stille Passion eines Mannes der Wirtschaft. Luzern: Raeber 2000, ISBN 372390100X.

## Ehrungen
- 1956 Dr. h. c. der ETH Zürich
- 1963 Dr. h. c. der Universität Freiburg (Schweiz)
- 1966 Dr. h. c. der Universität Basel
- 1996 Ehrenpräsident der Novartis AG